# Diadem of 12 Stars
Diadem of 12 Stars è un album discografico del gruppo musicale statunitense Wolves in the Throne Room, pubblicato nel 2006 dalla Vendlus Records.

## Tracce
1. Queen of the Borrowed Light – 12:58
2. Face in a Night Time Mirror (Part 1) – 13:21
3. Face in a Night Time Mirror (Part 2) – 13:58
4. (A Shimmering Radiance) Diadem of 12 Stars – 20:22

## Formazione

### Gruppo
- Nathan Weaver - voce e chitarra
- Rick Dahlen - voce e chitarra
- Aaron Weaver - batteria

### Altri musicisti
- Jamie Myers - voce addizionale in Face in a Night Time Mirror (Part 1)
- Dino Sommese - voce addizionale in Queen of the Borrowed Light e Face in a Night Time Mirror (Part 2)